# Superflex

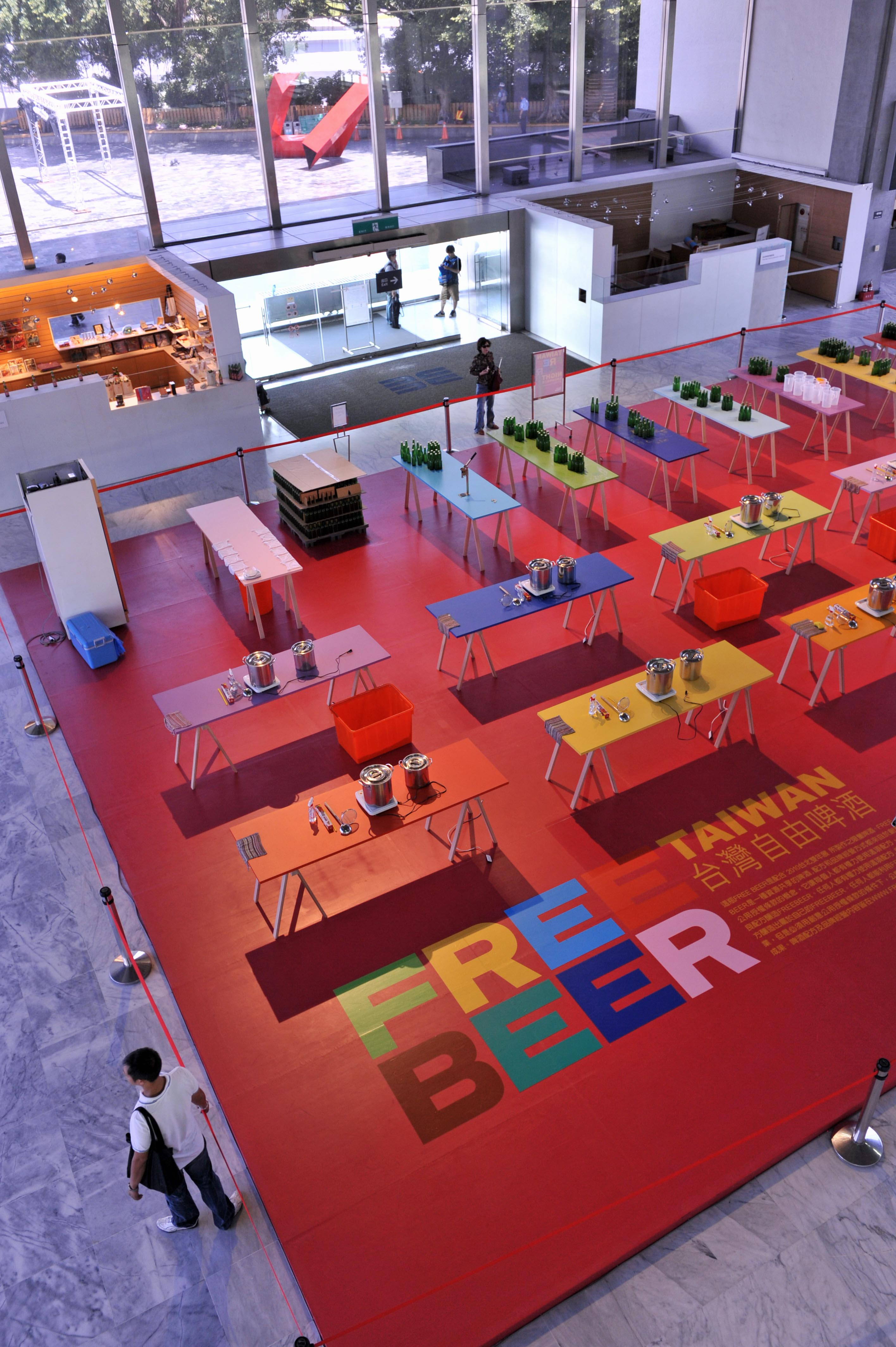
Superflex Workshop: „Free Beer Factory“ zu der Taipei Biennial 2010 in Taipeh, Taiwan (2010)

Superflex sind eine dänische Künstlergruppe, die 1993 von Rasmus Nielsen (geboren 1969), Jakob Fenger (geboren 1968) und Bjørnstjerne Christiansen (geboren 1969) in Kopenhagen gegründet wurde. Ihre Projekte haben einen starken Bezug zu sozialem Engagement, alternativen Ökonomien und Selbstorganisation. In den letzten Jahren entwickelten Superflex eine Reihe von Tools, die mit dem Anspruch von Partizipation und Emanzipation einen Schwerpunkt in ihrer Arbeit bilden. „Supergas“ (1998) ist ein Projekt zur Produktion und Nutzung einfacher tragbarer Biogasfabriken, die unter Mitwirkung von afrikanischen und dänischen Ingenieuren vor Ort in Asien und Afrika installiert wurden. Darüber hinaus entstanden in den letzten Jahren zahlreiche andere Projekte wie das fair produzierte Erfrischungsgetränk „Guaraná Power“ oder das Open Source Bier Vores Øl (später als „Free Beer“ weiterentwickelt).
Zusammen mit dem Programmierer Sean Treadway entwickeln Superflex 1998 und 1999 eine Internetplattform, die es ermöglicht, eigene Videoproduktionen zu verbreiten. Superchannel bietet eine Plattform für Gruppen verschiedenster Art, ihre Ideen zu kommunizieren. Die Bandbreite der User reicht von Musikern, politischen Aktivisten, Künstlern bis hin zu Kunstinstitutionen. Der erste Kanal des Superchannel ging im Mai 1999 auf Sendung, seitdem ist er auf über 31 Kanäle angewachsen. Superflex unterstützen die Entwicklung neuer Kanäle und stellen in Kooperation mit verschiedenen Experten Knowhow und technischen Support zur Verfügung.
Superflex greifen Strategien ökonomischen Handelns auf, beispielsweise Mechanismen von Markenidentität und Wertschöpfungsprozessen. Ziel dabei ist es u. a. Modelle von Gegenökonomien zu entwickeln und zu realisieren. Entwickelte Tools können von Gruppen, Institutionen und Personen übernommen und für ihre eigenen Interessen modifiziert werden. Zentraler Fokus ist dabei immer das Interesse an Prozessen von Partizipation und Selbstermächtigung.

## Einzelausstellungen
- 2010 Taipei Biennial Worksop „Free Beer Factory“
- 2006 „Free Beer“ Art Basel Miami Beach
- 2005 „Supershow – more than a show“ Kunsthalle Basel
- 2004 Rirkrit Tiravanija and Superflex – Social Pudding, 1301PE, Los Angeles, CA
- 2004 Olafur Eliasson / Superflex Schirn Kunsthalle, Frankfurt am Main
- 2003 „Superflex“ Galerie für Zeitgenössische Kunst Leipzig